# Maireana brevifolia
Maireana brevifolia là loài thực vật có hoa thuộc họ Dền. Loài này được (R. Br.) Paul G. Wilson mô tả khoa học đầu tiên năm 1975.